# أو سو تشيول
أو سو تشيول (هانغل: 오수철) مواليد 1917، هو لاعب كرة سلة كوري جنوبي. مثّل منتخب بلاده. شارك في دورة الألعاب الأولمبية الصيفية سنة 1948.

## روابط خارجية
- أو سو تشيول على موقع الاتحاد الدولي لكرة السلة (الإنجليزية)
- أو سو تشيول على موقع سبورتس رفرنس (الإنجليزية)
- أو سو تشيول على موقع أوليمبيديا (الإنجليزية)